# Đại học Montan tại Leoben
Đại học Montanuniversität Leoben tại Leoben, Áo là đại học lớn nhất quốc gia về khai thác mỏ, luyện kim và vật liệu.
Nó được thành lập ngày 4 tháng 11 năm 1840, dưới tên Steiermärkisch-Ständische Montanlehranstalt tại Vordernberg,
Styria, vùng khai thác mỏ của Áo. Năm 1849 Peter Tunner đặt lại vị trí của trường về gần Leoben. Năm đó trường chỉ có 48 người đăng ký.
Montanuniversität Leoben là một thành viên của TU Áo, một hiệp hội ba trường đại học về công nghệ của Áo và cung cấp giáo dục và nghiên cứu về lĩnh vực khai thác mỏ, luyện kim và khoa học vật liệu.

## Các khoa
Hiện tại, trường đại học có các khoa sau:
- Khoa Hóa học Vật lý và Phân tích
- Khoa Kỹ thuật và Khoa học Polymer
- Viện Kỹ thuật Điện
- Khoa Khoa học Trái Đất và Địa vật lý
- Khoa Khoa học vật liệu
- Viện Gốm Cấu trúc và Vận hành
- Khoa Toán học và Công nghệ Thông tin
- Viện Kỹ thuật Cơ khí

- Khoa Luyện kim

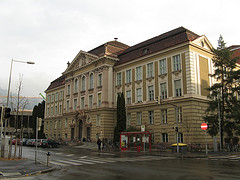
Tòa nhà chính của Montanuniversität Leoben

- Khoa Nguồn Khoáng chất và Kỹ thuật Dầu khí
- Khoa Kỹ thuật Sản xuất
- Khoa Kinh tế
- Viện Công nghệ Xử lý và Bảo vệ Môi trường Công nghiệp